# Ubojstvo Rogera Ackroyda
Ubojstvo Rogera Ackroyda (izdan 1926.) je roman "kraljice krimića" s Poirotom u glavnoj ulozi. 
Roman Ubojstvo Rogera Ackroyda značio je prekretnicu u karijeri Agathe Christie. Objavljena šest godina poslije prvog romana o Herculeu Poirotu, odnosno prvog njezinog detektivskog romana uopće, bila je to prva knjiga Agathe Christie koja je postigla velik uspjeh. Autorica ju je, uz pomoć Michaela Mortona, dramatizirala za kazalište, a već 1931. roman je, pod naslovom Alibi, ekraniziran i tada se lik Poirota prvi put pojavio na filmu. Britanski televizijski film potpisuju Andrew Grieve kao redatelj i Clive Exton kao scenarist. Obojica su prije toga već surađivali s glumcem Davidom Suchetom, u nekoliko epizoda serije Poirot i nekoliko televizijskih filmova s istim glavnim junakom.

## Radnja
Slavni detektiv Hercule Poirot povukao se u mirovinu. Kupio je kuću u mjestu King's Abbot, bavi se vrtlarstvom i druži s lokalnim liječnikom dr. Sheppardom i bogatim tvorničarem Rogerom Ackroydom. Kad je objavio zaruke svog posinka i nasljednika Ralpha Patona sa svojom nećakinjom Florom, Ackroyd je pronađen mrtav u svojoj radnoj sobi. Glavni je osumnjičenik, Paton, nestao. Budući da je u mirovini i da je ubijeni bio njegov prijatelj, Poirot ne želi istraživati slučaj, no viši inspektor Japp ipak će ga uspjeti nagovoriti. Poirot se baca na istragu uz svesrdnu pomoć dr. Jamesa Shepparda koji zamjenjuje Hastingsa kao njegovog pomoćnika. Je li Ralph Paton ubio oca da se domogne nasljedstva? Je li ga ubila Flora, koja je tog dana ukrala novac od njega? Je li ubojica bio i ucjenjivač? Pitanja je mnogo, a vremena sve manje...

## Ekranizacija
Gore spomenuta druga ekranizacija, TV film uvršten je u sedmu sezonu (2000.) TV serije Poirot.

## Poveznice
- Ubojstvo Rogera Ackroyda  Arhivirana inačica izvorne stranice od 28. travnja 2016. (Wayback Machine) na Agatha-Christie.net, najvećoj domaćoj stranici obožavatelja Agathe Christie